# U. G. Krishnamurti

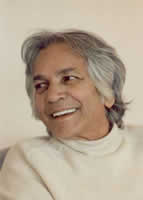
U. G. Krishnamurti

U. G. Krishnamurti (Uppaluri Gopala Krishnamurti; * 9. Juli 1918 in Machilipatnam, Britisch-Indien; † 22. März 2007 in Vallecrosia, Italien) war ein Philosoph, der Begriffen wie „Spiritualität“ oder „Erleuchtung“ jede Realität absprach. Seiner Meinung war es daher sinnlos, einem Guru zu folgen. Paradoxerweise wurde er für einige aber selbst zum Guru.

## Leben
U. G. Krishnamurti wurde am 9. Juli 1918 in Machilipatnam in der Präsidentschaft Madras geboren. Seine Mutter starb sieben Tage nach seiner Geburt. Krishnamurti wurde daraufhin zu seinem Großvater mütterlicherseits gebracht, der als Brahmane ein wohlhabender Rechtsanwalt war und der Theosophischen Gesellschaft angehörte.
Ab 1938 studierte er an der University of Madras Psychologie, Philosophie, Mystik und andere wissenschaftliche Richtungen, ohne sie jedoch mit einem Abschluss zu beenden. 1941 arbeitete er als Angestellter für die Theosophische Gesellschaft in der Charles Webster Leadbeater Bibliothek. Im Interesse der Gesellschaft las er sich in die internationale Literatur ein und besuchte Norwegen, Belgien, Deutschland und die Vereinigten Staaten von Amerika. Nach seiner Rückkehr nach Indien heiratete er die 25-jährige Kusuma Kumari, die ebenfalls Brahmanin war. Die nächsten fünf Jahre hielt er sich in den Vereinigten Staaten auf, um nach Behandlungsmöglichkeiten für seinen schwerkranken Sohn zu suchen.
Zeitlebens an spirituellen Fragen interessiert, besuchte er von 1947 bis 1953 regelmäßig die öffentlichen Unterweisungen von Jiddu Krishnamurti im indischen Madras. 1953 nahm er mit Jiddu Krishnamurti direkt Kontakt auf, mit dem er sich alsbald überwarf. Er trennte sich von seiner Familie und hielt sich mittellos in London auf, wo er sich der Ramakrishna-Mission anschloss und seine Bekanntschaft zu Jiddu Krishnamurti erneuerte. Entgegen seinem Willen erhielt U. G. Krishnamurti von Jiddu Krishnamurti Ratschläge zu seinen Eheproblemen, und auch die öffentlichen Unterweisungen Jiddu Krishnamurtis berührten ihn nicht. 1961 trennte er sich endgültig von seiner Frau, die zwei Jahre später bei einem Unfall starb.
Danach war er erst für drei Monate in Paris, dann in Genf, wo er die Schweizerin Valentine de Kerven kennenlernte. Er wohnte bei ihr und zwischen beiden entstand eine lebenslange Freundschaft. Als er 1967 erfuhr, dass Jiddu Krishnamurti im schweizerischen Saanen Vorträge gab, suchte er ihn dort auf und überwarf sich endgültig mit ihm. Nach seinen eigenen Worten durchlief er am nächsten Tag eine krisenähnliche Wandlung, die er als calamity bezeichnete. Sie hielt mehrere Tage an, und er ging aus ihr „erleuchtet“ hervor, obwohl er diese Bezeichnung ablehnte. Nach dieser tiefen Erfahrung unternahm er zahlreiche Reisen in viele Länder, kehrte aber immer wieder in die Schweiz zurück. Menschen gegenüber, die sich mit spirituellen Problemen an ihn wandten, betonte er stets, dass er keine Lehre habe und niemand etwas über Erleuchtung durch eine Autorität, einen Lehrer oder Führer lernen könne.
Kurz vor seinem Tod diktierte er im Februar 2007 sein abschließendes Schreiben "My Swan Song". Einen Monat später, am 22. März 2007, starb er im Kreis seiner Freunde, die ihn einen Tag danach einäscherten. Nach seiner Anschauung wollte U. G. Krishnamurti nicht, dass man nach seinem Tod seiner gedenke.

## Lebensanschauung
Seine Kernaussage ist, dass eine wie auch immer geartete Wandlung des Menschen vom Körper und nicht vom Geist her bestimmt wird. Wandlung ist – seinen Worten nach – keine zusätzliche Ebene, die es zu erreichen gäbe, wie es der Begriff Erleuchtung suggeriert, sondern eine Reduktion auf das Wesentliche, sprich auf das Natürliche. Der Körper sei das Überdauernde, nicht der Geist, weil die Materie nicht einfach verschwindet, sondern sich wandelt. Das „Ich“ sei eine reine Erfindung oder, verständlicher ausgedrückt, ein Konzept. Das Denken sei mehr eine Art Sphäre und nichts Persönliches.
Krishnamurtis Meinung nach sei es sinnlos, Gurus oder Heilsversprechungen zu folgen. Dieses Wissen würde nichts nutzen, denn die Suche nach „Heil“ könne nicht durch weiteres Wissen beendet werden, sondern nur durch einen nicht-kausalen Vorgang. In seinen Worten: Der Hunger verzehrt sich selbst.

## Bedeutung
Damit unterscheidet er sich wesentlich von allen spirituellen oder religiösen Lehrern. Es gibt keine geschlossene Anhängerschaft, da U. G. Krishnamurti nach eigener Aussage nichts vermitteln konnte, keine Anhänger um sich scharte und seine Aussagen als bedeutungs- und nutzlos bezeichnete. Bücher seiner Dialoge wurden kaum verlegt, die Niederschriften der Tonbandaufzeichnungen sind ohne Copyright und frei im Internet verfügbar. Einige Parallelen zu seinen Worten finden sich zum Beispiel bei Nisargadatta Maharaj.

## Zitate
„People call me a materialist. People even go to the extent of calling me an atheist just because I say that God is irrelevant. But that does not mean that I am an atheist. So I am not interested in what kind of labels they stick on me. Believe it or not: it does not make one bit of difference to me. I am not trying to convince you or win you over to anything.“

„Detachment is the nature of traumatized man.“